# Figitidae
Die Figitidae sind eine Familie der Hautflügler (Hymenoptera). Sie werden in die Gallwespenartigen (Cynipoidea) innerhalb der "Legimmen" eingeordnet und gelten als Schwesterfamilie der Gallwespen (Cynipidae), denen sie sehr ähnlich sehen. Im Gegensatz zu den Gallwespen sind die Figitidae allerdings Parasitoide. Die weltweit verbreitete Familie umfasst etwa 1400 beschriebene Arten, es wird allerdings vermutet, dass ein Vielfaches dieser Zahl noch unbeschrieben ist.

## Merkmale
Figitidae sind in der Regel kleine Insekten (Körpergröße bis etwa 5 Millimeter) und unauffällig und ohne markante Zeichnung dunkelbraun oder schwarz gefärbt. Die Figitidae sind morphologisch sehr vielgestaltig und umfassen eine Reihe von Unterfamilien, die zum Teil in der Körpergestalt sehr verschieden sind. Einige dieser Unterfamilien galten früher als eigenständige Familien, sie wurden bei der umfassenden Überarbeitung der Gruppe durch Fredrik Ronquist zu Unterfamilien zurückgestuft. Als Gallwespenartige sind sie vor allem am charakteristischen Flügelgeäder und am hohen und dabei sehr schmalen freien Hinterleib erkennbar. Von ihrer Schwesterfamilie Cynipidae (Gallwespen) sind sie schwer zu unterscheiden. Bei den Figitidae ist das Mesoscutum (Sklerit am Thorax, zwischen den Flügeln) fast immer glänzend, während es bei den Cynipidae durch Mikroskulptur matt ist, wobei es jedoch Ausnahmen gibt. Die dreieckige Randzelle im Vorderflügel ist bei den Figitidae in der Regel zum Flügelrand hin geschlossen, bei den Cynipidae offen. Das Scutellum der Figitidae weist fast immer entweder starke Kiele oder ein erhabenes Feld (Pronotumplatte) auf. Am Metasoma (freier Hinterleib) ist normalerweise der dritte Tergit am größten, bei den Cynipidae ist es der vierte. Wichtigstes Unterscheidungsmerkmal ist die Einlenkung des Legebohrers (Ovipositor), die bei den Figitidae ein sekundäres Gelenk aufweist, dies ist allerdings äußerlich nicht sichtbar. Eine Besonderheit zahlreicher Figitidae ist eine besondere Struktur am Legebohrer, der „ovipositor clip“. Diese Struktur dient dazu, das Entkommen der sich bewegenden oder sich wehrenden Wirtslarve zu verhindern, vor allem bei Fliegenmaden in Dung, Aas, verrottenden Pflanzen und am Boden liegenden, verrottenden Früchten, die sich ansonsten durch Rückzug in das Substrat dem Zugriff des Parasitoiden entziehen könnten. Es handelt sich um eine Einkerbung auf der Ventralseite des Ovipositors, die von einem flexiblen Anhang bedeckt ist. Diese verhakt sich in der Cuticula der Wirtslarve. Interessanterweise müssen die Wespen die richtige Benutzung des Clips erst durch Erfahrung erlernen. Bei allen Figitidae ist der lange und dünne Legebohrer in Ruhestellung im Hinterleib verborgen. Bei einigen Gruppen ist er um einhundertachtzig Grad gedreht, sodass die Ventralseite oben liegt.

## Lebensweise
Alle Figitidae sind als Larven Parasitoide von anderen Insektenarten. Die meisten Arten parasitieren dabei Larven von Zweiflüglern (Diptera) aus zahlreichen Familien, die in verrottender organischer Substanz (Kot, Aas, faulende Früchte, Algenwatten u. ä.) leben. Sie verbleiben in der Regel bis nach der Verpuppung im Wirt und schlüpfen aus dem Puparium aus. Einige Eucoilinae parasitieren bei Minierfliegenlarven (Familie Agromyzidae), die in Blättern minieren. Die Aspericinae parasitieren Schwebfliegenlarven. Die Anacharitinae sind Parasitoide von blattlausjagenden Netzflüglerlarven (Florfliegen und Taghafte, Ordnung Neuroptera). Die Arten der Unterfamilien Parnipinae und Thrasorinae parasitieren gallerzeugende Cynipidae, also andere Hautflügler. Die Charipinae sind Hyperparasitoide von Brackwespen und Erzwespen, die Blattläuse parasitieren.
Das Weibchen legt mit seinem Legebohrer sein Ei gewöhnlich in Eier oder Larven (gewöhnlich Junglarven) des Wirts. Die Parasitoidenlarve frisst im Inneren des weiterlebenden und weiterwachsenden Wirts (koinobionter Parasitoid). Die Larve verlässt oft im vorletzten Larvenstadium ihren Wirt und frisst an dessen Leiche von außen weiter.

## Systematik
Die Familie Figitidae wird in neun Unterfamilien gegliedert:
- Parnipinae. Nur eine Art (Parnips nigripes). Parasitoid der Gallwespe Barbotinia oraniensis, die Gallen in Mohnkapseln anlegt. Mittelmeerregion.
- Thrasorinae. Auffallend durch vergrößerte Hinterhüften (Coxen). Durch mattes Mesoscutum und verschmolzenen dritten und vierten Hinterleibstergit sehr gallwespenähnlich. Nur in Australien und Südamerika. Parasitoide von Gallwespenlarven (an Nothofagus und Myrtaceae) oder gallbildenden Erzwespenlarven (Myrtopsen mimosae, an Tanaostigmodes albiclavis: Chalcidoidea, Tanaostigmatidae, Gallbildner an Mimosa biuncifera. Möglicherweise ist diese Art Inquiline, d. h. ernährt sich von Gallengewebe selbst. Dies wäre der einzige Fall innerhalb der Familie).
- Charipinae. Kleine Tiere (bis 3 mm). Auffallend durch glatte, wenig skulpturierte Körperoberfläche. Hyperparasitoide von Erz- und Brackwespen auf Blattläusen und Blattflöhen. Weltweit verbreitet.
- Anacharitinae. Auffallend durch extrem langen, gestielten Hinterleib (langer Petiolus) und breiten, dreieckig geformten Kopf. Parasitoide von räuberischen Netzflüglerlarven. Weltweit verbreitet.
- Figitinae. Parasitoide von Fliegenmaden (Gattung Melanips an Schwebfliegenlarven). Weltweit verbreitet. Möglicherweise paraphyletisch.
- Aspericinae. Das Tergit des dritten Hinterleibssegments sattelförmig eingesenkt. Parasitoide von Schwebfliegenlarven, die selbst Blattlausräuber sind. Weltweit verbreitet.
- Emargininae. Auffallend durch zweilappige Vorderflügel. Artenarm, tropisch verbreitet. In Verbindung mit Ameisenbauten. Möglicherweise Parasitoide von Dipterenlarven als Inquilinen bei Ameisen.
- Pycnostigminae. Drei Arten, nur in Afrika. Biologie unbekannt.
- Eucoilinae. Pronotum mit auffallender Pronotumplatte (runde oder tropfenförmige plattige Erhebung). Einige Arten flügellos. Die ersten zwei (Männchen) oder drei (Weibchen) Tergite des breiten Hinterleibs (hinter dem Petiolus) verschmolzen. Parasitoide von Fliegenmaden. Einige Arten werden zur biologischen Schädlingsbekämpfung eingesetzt, vor allem gegen Fruchtfliegen der Familie Tephritidae (Bohrfliegen). Mit über 1000 Arten bei weitem artenreichste Unterfamilie.

## Arten (Auswahl)
- Amphithectus opacus

## Belege